# بطولة آسيا لألعاب القوى داخل الصالات 2016
بطولة آسيا لألعاب القوى داخل الصالات 2016 هي النسخة السابعة من بطولة آسيا لألعاب القوى داخل الصالات الدولية لـألعاب القوى بين الدول الآسيوية. أقيمت في قبة أسباير في الدوحة، قطر، بين 19 و21 فبراير.

## النتائج

### الرجال
| Event             | الذهبية                                                                               | الذهبية      | الفضية                                                       | الفضية    | البرونزية               | البرونزية    |
| ----------------- | ------------------------------------------------------------------------------------- | ------------ | ------------------------------------------------------------ | --------- | ----------------------- | ------------ |
| 60 متر            | حسن تفتيان (IRI)                                                                      | 6.56 CR      | رضا قاسمي (IRI)                                              | 6.66      | إريك كراي (PHI)         | 6.70         |
| 400 متر           | عبد الإله هارون (QAT)                                                                 | 45.88 CR     | أبو بكر عباس (BHR)                                           | 46.60     | ميخائيل ليتفين (KAZ)    | 46.80        |
| 800 متر           | مصبح عبد الرحمن بالا (QAT)                                                            | 1:46.92 CR   | جمال حيران (QAT)                                             | 1:48.05   | مصطفى إبراهيمي (IRI)    | 1:48.26      |
| 1500 متر          | محمد القرني (عداء) (QAT)                                                              | 3:36.35 CR   | بنسن سوراي (BHR)                                             | 3:37.08   | سعيد عدن سعيد (QAT)     | 3:37.29      |
| 3000 متر          | محمد القرني (عداء) (QAT)                                                              | 7:39.23 CR   | ألبرت كيبيتشي روب (BHR)                                      | 7:40.27   | سعيد عدن سعيد (QAT)     | 7:44.69      |
| 60 متر حواجز      | عبد العزيز المنديل (KUW)                                                              | 7.60 CR NR   | يعقوب محمد اليوحة (KUW)                                      | 7.65      | تشانغ هونغلين (CHN)     | 7.73         |
| 4 × 400 متر تتابع | قطر · محمد ناصر عباس · أبو بكر حيدر عبد الله · مصبح عبد الرحمن بالا · عبد الإله هارون | 3:08.20 CR   | إيران · رضا قاسمي · مهدي زماني · مصطفى إبراهيمي · سجاد هاشمي | 3:11.86   | متسابقان فقط            | متسابقان فقط |
| القفز العالي      | معتز عيسى برشم (QAT)                                                                  | 2.35 م       | مجد الدين غزال (SYR)                                         | 2.28 م    | مانجولا كومارا (SRI)    | 2.24 م NR    |
| القفز بالزانة     | هوانغ بوكاي (CHN)                                                                     | 5.75 م CR    | سيتو ياماموتو (JPN)                                          | 5.60 م    | هيروكي أوجيتا (JPN)     | 5.50 م       |
| القفز الطويل      | تشانغ ياوغوانغ (CHN)                                                                  | 7.99 م       | كومارافيل بريمكومار (IND)                                    | 7.92 م    | تشان مينغ تاي (HKG)     | 7.85 م       |
| القفز الثلاثي     | رومان فالييف (KAZ)                                                                    | 16.69 م      | رينجيث ماهيسواري (IND)                                       | 16.16 م   | راشد المناعي (QAT)      | 15.97 م      |
| دفع الثقل         | ليو يانغ (CHN)                                                                        | 19.30 م      | تيان تشي تشونغ (CHN)                                         | 18.88 م   | أوم براكاش كارانا (IND) | 18.77 م      |
| السباعي           | أكيهيكو ناكامورا (JPN)                                                                | 5831 نقطة NR | هو يوفي (CHN)                                                | 5745 نقطة | مارات خايداروف (UZB)    | 5619 نقطة    |

### السيدات
| Event             | الذهبية                                                                     | الذهبية      | الفضية                                                         | الفضية     | البرونزية                                                                          | البرونزية |
| ----------------- | --------------------------------------------------------------------------- | ------------ | -------------------------------------------------------------- | ---------- | ---------------------------------------------------------------------------------- | --------- |
| 60 متر            | فيكتوريا زيابكينا (KAZ)                                                     | 7.27 CR      | يوان كيكي (CHN)                                                | 7.33       | دوتي تشاند (IND)                                                                   | 7.37      |
| 400 متر           | كيمي أديكويا (BHR)                                                          | 51.67 AR CR  | إلينا ميخينا (KAZ)                                             | 53.85      | كواتش ثي لان (VIE)                                                                 | 55.69     |
| 800 متر           | مارتا هيرباتو يوتا (BHR)                                                    | 2:04.59      | نيمالي واليوارشا أراتشيغي (SRI)                                | 2:04.88    | تاتيانا نيروزناك (KAZ)                                                             | 2:06.32   |
| 1500 متر          | بتلهم ديسالجين (UAE)                                                        | 4:21.65      | تيغيست بيلاي (BHR)                                             | 4:22.17    | سوغاندا كوماري (IND)                                                               | 4:29.06   |
| 3000 متر          | بتلهم ديسالجين (UAE)                                                        | 8:44.59      | روث جيبيت (BHR)                                                | 8:47.24    | علياء سعيد محمد (UAE)                                                              | 8:48.62   |
| 60 متر حواجز      | أناستاسيا سوبرونوفا (KAZ)                                                   | 8.17         | أناستاسيا بيليبينكو (KAZ)                                      | 8.17       | فالنتينا كيبالنيكوفا (UZB)                                                         | 8.32      |
| 4 × 400 متر تتابع | البحرين · سلوى عيد ناصر · أواسون يوسف جمال · إيمان عيسى جاسم · كيمي أديكويا | 3:35.07 AR   | إيران · فرزانة فصيحي · إلناز كومباني · سبيده توكلي · مريم طوسي | 4:06.51    | الأردن · فرح راسم يعقوب هاشم · خطاب عمر بوشناق · سليمان مرادات · عبد القادر القاضي | 4:10.55   |
| القفز العالي      | سفيتلانا رادزيفيل (UZB)                                                     | 1.92 م       | نادية دوسانوفا (UZB)                                           | 1.88 م     | تشنغ شينغ جيوان (CHN)                                                              | 1.84 م    |
| القفز بالزانة     | لي لينغ (قافزة بالزانة) (CHN)                                               | 4.70 م AR CR | رين مينغكيان (CHN)                                             | 4.30 م     | تومومي أبيكو (JPN)                                                                 | 4.15 م    |
| القفز الطويل      | مايوخا جوني (IND)                                                           | 6.35 م       | بوي ثي ثو ثاو (VIE)                                            | 6.30 م     | أولغا ريباكوفا (KAZ)                                                               | 6.22 م    |
| القفز الثلاثي     | أولغا ريباكوفا (KAZ)                                                        | 14.32 م CR   | مايوخا جوني (IND)                                              | 14.00 م NR | إيرينا إكتوفا (KAZ)                                                                | 13.48 م   |
| دفع الثقل         | جينغ شوانغ (رياضية) (CHN)                                                   | 18.06 م      | قوه تيان تشيان (CHN)                                           | 17.44 م    | نورة جاسم (BHR)                                                                    | 16.26 م   |
| الخماسي           | إيكاترينا فورونينا (UZB)                                                    | 4224 نقطة    | سبيده توكلي (IRI)                                              | 3828 نقطة  | تشي كيرياما (JPN)                                                                  | 3637 نقطة |

## جدول الميداليات

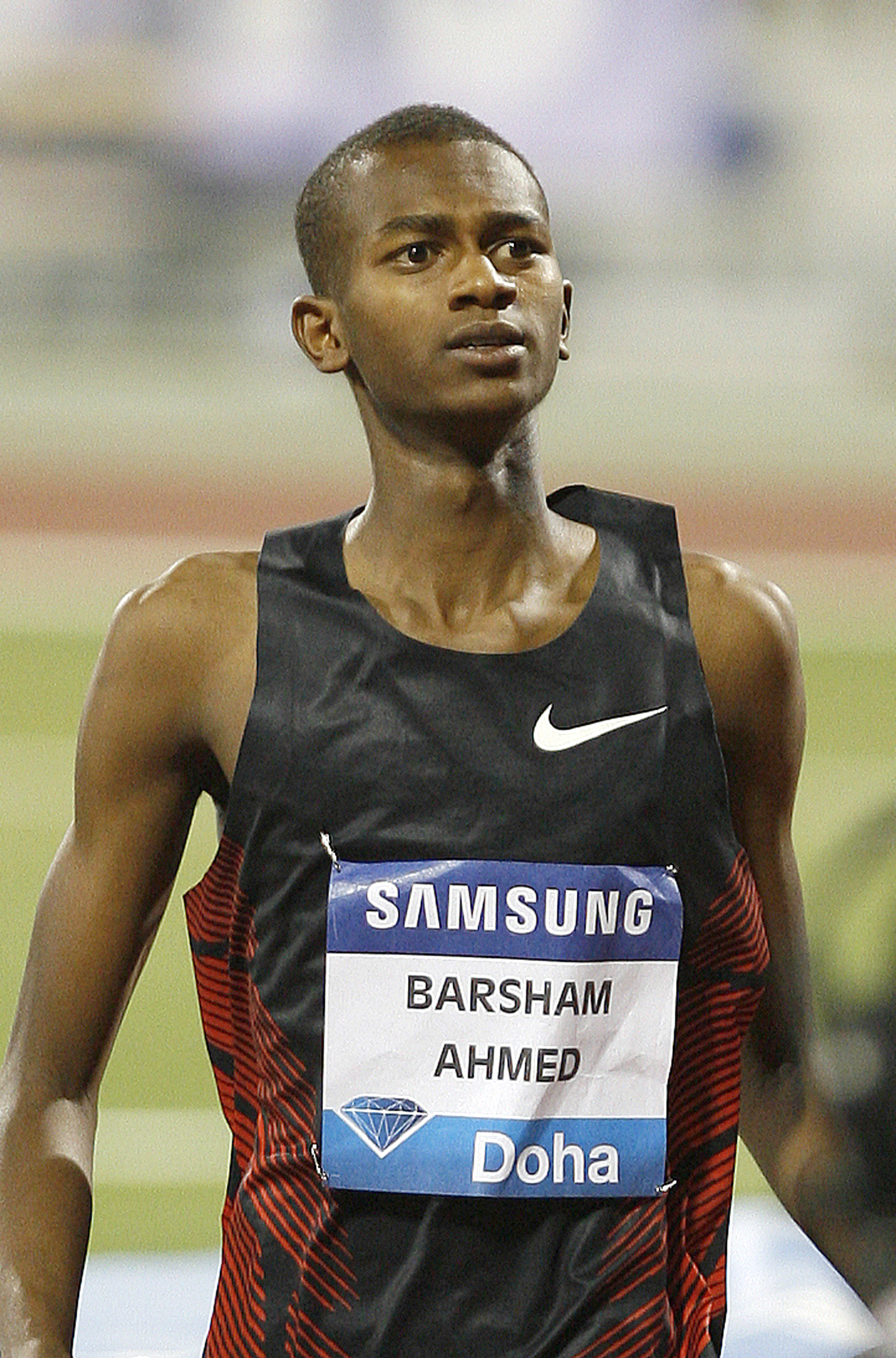
الميدالية الذهبية الرابعة على التوالي لمعتز عيسى برشم ساعدت قطر على تصدر جدول الميداليات.

المفتاح
  *   البلد المضيف (مضيف)
| المرتبة | فريق                     | ذهبية | فضية | برونزية | المجموع |
| ------- | ------------------------ | ----- | ---- | ------- | ------- |
| 1       | قطر*                     | 6     | 1    | 3       | 10      |
| 2       | الصين                    | 5     | 5    | 2       | 12      |
| 3       | كازاخستان                | 4     | 2    | 4       | 10      |
| 4       | البحرين                  | 3     | 5    | 1       | 9       |
| 5       | أوزبكستان                | 2     | 1    | 2       | 5       |
| 6       | الإمارات العربية المتحدة | 2     | 0    | 1       | 3       |
| 7       | إيران                    | 1     | 4    | 1       | 6       |
| 8       | الهند                    | 1     | 3    | 3       | 7       |
| 9       | اليابان                  | 1     | 1    | 3       | 5       |
| 10      | الكويت                   | 1     | 1    | 0       | 2       |
| 11      | فيتنام                   | 0     | 1    | 1       | 2       |
| 11      | سريلانكا                 | 0     | 1    | 1       | 2       |
| 13      | سوريا                    | 0     | 1    | 0       | 1       |
| 14      | هونغ كونغ                | 0     | 0    | 1       | 1       |
| 14      | الفلبين                  | 0     | 0    | 1       | 1       |
| 14      | الأردن                   | 0     | 0    | 1       | 1       |
| المجموع | المجموع                  | 26    | 26   | 25      | 77      |

## الدول المشاركة
<div style="-moz-column-count:
- أفغانستان (1)
- البحرين (17)
- الصين (22)
- تايبيه الصينية (2)
- هونغ كونغ (7)
- الهند (18)
- إندونيسيا (4)
- إيران (19)
- العراق (10)
- اليابان (12)
- الأردن (5)
- كازاخستان (15)
- الكويت (8)
- قرغيزستان (5)
- لبنان (6)
- ماكاو (5)
- ماليزيا (11)
- جزر المالديف (3)
- منغوليا (1)
- عُمان (4)
- باكستان (4)
- فلسطين (2)
- الفلبين (7)
- قطر (21)
- السعودية (8)
- سنغافورة (6)
- كوريا الجنوبية (3)
- سريلانكا (5)
- سوريا (2)
- طاجيكستان (4)
- تايلاند (1)
- تركمانستان (5)
- الإمارات العربية المتحدة (5)
- أوزبكستان (11)
- فيتنام (4)
- اليمن (4)

-webkit-column-count
- أفغانستان (1)
- البحرين (17)
- الصين (22)
- تايبيه الصينية (2)
- هونغ كونغ (7)
- الهند (18)
- إندونيسيا (4)
- إيران (19)
- العراق (10)
- اليابان (12)
- الأردن (5)
- كازاخستان (15)
- الكويت (8)
- قرغيزستان (5)
- لبنان (6)
- ماكاو (5)
- ماليزيا (11)
- جزر المالديف (3)
- منغوليا (1)
- عُمان (4)
- باكستان (4)
- فلسطين (2)
- الفلبين (7)
- قطر (21)
- السعودية (8)
- سنغافورة (6)
- كوريا الجنوبية (3)
- سريلانكا (5)
- سوريا (2)
- طاجيكستان (4)
- تايلاند (1)
- تركمانستان (5)
- الإمارات العربية المتحدة (5)
- أوزبكستان (11)
- فيتنام (4)
- اليمن (4)

column-count
- أفغانستان (1)
- البحرين (17)
- الصين (22)
- تايبيه الصينية (2)
- هونغ كونغ (7)
- الهند (18)
- إندونيسيا (4)
- إيران (19)
- العراق (10)
- اليابان (12)
- الأردن (5)
- كازاخستان (15)
- الكويت (8)
- قرغيزستان (5)
- لبنان (6)
- ماكاو (5)
- ماليزيا (11)
- جزر المالديف (3)
- منغوليا (1)
- عُمان (4)
- باكستان (4)
- فلسطين (2)
- الفلبين (7)
- قطر (21)
- السعودية (8)
- سنغافورة (6)
- كوريا الجنوبية (3)
- سريلانكا (5)
- سوريا (2)
- طاجيكستان (4)
- تايلاند (1)
- تركمانستان (5)
- الإمارات العربية المتحدة (5)
- أوزبكستان (11)
- فيتنام (4)
- اليمن (4);">{{{2}}}

## وصلات خارجية
- الموقع الرسمي للاتحاد الآسيوي لألعاب القوى